# Laurent Dumais
Laurent Dumais (* 25. März 1996 in Québec) ist ein kanadischer Freestyle-Skier. Er ist auf die Buckelpisten-Disziplinen Moguls und Dual Moguls spezialisiert.

## Werdegang
Dumais nahm im Februar 2011 in Val Saint-Côme erstmals am Nor-Am-Cup teil und belegte dabei den 33. Platz im Moguls. In der Saison 2014/15 erreichte er mit zwei dritten Plätzen seine ersten Podestplatzierungen bei dieser Rennserie und zum Saisonende den 11. Platz in der Moguls-Disziplinenwertung. Sein Debüt im Weltcup hatte er im Januar 2015 in Calgary, das er auf dem 24. Platz im Moguls-Wettbewerb beendete. In der folgenden Saison wurde er mit zwei dritten Plätzen und einen zweiten Platz, Achter in der Moguls-Disziplinenwertung des Nor-Am-Cups und errang in Val Saint-Côme mit dem dritten Platz im Moguls seine erste Podestplatzierung im Weltcup. Im April 2016 gewann er bei den Juniorenweltmeisterschaften in Åre die Goldmedaille im Dual Moguls. Bei den Weltmeisterschaften 2017 in Sierra Nevada belegte er den 34. Platz im Moguls und den 30. Rang im Dual Moguls und bei den Weltmeisterschaften 2019 in Park City den 24. Platz im Moguls und den 12. Rang im Dual Moguls. In der Saison 2019/20 kam er bei zehn Weltcupteilnahmen, sechsmal unter die ersten Zehn, darunter Platz drei im Moguls in Tazawako und Rang drei im Dual Moguls in Shymbulak und erreichte damit den sechsten Platz im Moguls-Weltcup.

## Erfolge

### Weltmeisterschaften
- Sierra Nevada 2017: 30. Dual Moguls, 34. Moguls
- Park City 2019: 12. Dual Moguls, 24. Moguls

### Weltcupwertungen
| Saison  | Gesamt | Gesamt | Moguls | Moguls |
| Saison  | Platz  | Punkte | Platz  | Punkte |
| ------- | ------ | ------ | ------ | ------ |
| 2014/15 | 163.   | 3      | 36.    | 27     |
| 2015/16 | 100.   | 12,38  | 19.    | 99     |
| 2016/17 | 111.   | 12,36  | 21.    | 136    |
| 2017/18 | 165.   | 6,8    | 28.    | 68     |
| 2018/19 | 78.    | 17     | 16.    | 153    |
| 2019/20 | 35.    | 29,9   | 6.     | 299    |

### Weitere Erfolge
- 7 Podestplätze, davon 2 Siege im Nor-Am-Cup
- Juniorenweltmeister (Dual Moguls 2016)